# Olivadi
Olivadi község (comune) Olaszország Calabria régiójában, Catanzaro megyében.

## Fekvése
A megye déli részén fekszik. Határai: Cenadi, Centrache, Petrizzi, San Vito sullo Ionio és Vallefiorita.

## Története
Első írásos említése a 15. századból származik, de alapítása a 11. századra tehető. A 19. század elején vált önálló községgé, amikor a Nápolyi Királyságban felszámolták a feudalizmust.

## Népessége
A népesség számának alakulása:

## Főbb látnivalói
- Palazzo Molea
- Palazzo De Septis
- Palazzo Corapi
- Madonna dell’Addolorata-templom
- San Giuseppe-templom
- SS. Crocifisso-templom
- Santa Maria delle Grazie-templom
- Teatro Sant’Elia